# Počúvadlo
Počúvadlo je obec na Slovensku v okrese Banská Štiavnica v Banskobystrickém kraji. Žije v ní 85 obyvatel.

## Historie
První písemná zmínka o vesnici pochází z roku 1333.

## Přírodní poměry
Asi šest kilometrů od vesnice se nachází vodní nádrž Počúvadlo, která patří do systému tajchů využívaných v minulosti na odvodňování dolů. Ve správním území obce leží přírodní rezervace Holík.